# ASC Dudweiler
ASC Dudweiler is een Duitse sportclub uit Dudweiler, een stadsdeel van Saarbrücken,  Saarland. De club is actief in boksen, badminton, luchtsport, tennis, voetbal en worstelen.

## Geschiedenis
In 1905 werd er al gevoetbald in Dudweiler met Teutonia Dudweiler, dat in 1912 opging in SV Hansa Dudweiler. In 1921 promoveerde de club naar de hoogste klasse van de Rijnhessen-Saarcompetitie, die uit vier reeksen bestond en over twee seizoenen werd teruggebracht naar één reeks. Hansa Dudweiler werd laatste en overleefde de eerste schifting niet. Hierna speelde de club verder in de lagere reeksen. In 1975 werd de club wel nog kampioen van de Amateurliga Saarland, toen nog de derde klasse. 
Na de Tweede Wereldoorlog werden alle Duitse voetbalclubs ontbonden en de club werd heropgericht als TSV Dudweiler. Op 22 januari 1950 werd de huidige naam dan aangenomen. 